# الیزبت‌سیتی (کارولینای شمالی)
ایلیزبت سیتی (به انگلیسی: Elizabeth City) شهری در ایالت کارولینای شمالی کشور ایالات متحده آمریکا است که جمعیت آن در سرشماری سال ۲۰۱۰ میلادی، ۱۸٬۶۸۳ نفر بوده‌است.